# Ravdangiin Davaadalai
Ravdangiin Davaadalai, född den 20 mars 1954 i Darvi sum, Mongoliet, är en mongolisk judoutövare.
Han tog OS-brons i herrarnas lättvikt i samband med de olympiska judotävlingarna 1980 i Moskva.